# Refugee (zespół muzyczny)
Refugee – brytyjski zespół rockowy, założony w listopadzie 1973 roku w Londynie i wykonujący muzykę z pogranicza rocka progresywnego i symfonicznego.

## Historia
Osieroceni przez Keitha Emersona (założył trio Emerson, Lake and Palmer) muzycy The Nice – Lee Jackson (śpiew, gitara basowa) i Brian Davison (perkusja) próbowali szczęścia z własnymi zespołami Jackson Heights i Every Which Way, lecz z żadną z tych grup nie odnieśli sukcesu. Wtedy przypomnieli sobie o młodym pianiście, który przyłączył się do The Nice podczas jam session w Szwajcarii i oszołomił ich swoimi umiejętnościami. Muzycy odszukali go i zaproponowali mu współpracę. Był to Patrick Moraz (instrumenty klawiszowe), wówczas członek jazzrockowej grupy Mainhorse i kompozytor muzyki do filmów. Tak powstała supergrupa Refugee. Po kilku miesiącach intensywnych prób zespół nagrał debiutancką płytę Refugee (luty 1974), która wzbudziła sensację. Wydanie albumu poprzedziła intensywna kampania reklamowa. P. Moraz objawił swój wszechstronny talent wirtuozowski, melodyczny i kompozytorski. Styl zawartej na krążku muzyki można zdefiniować jako klasyczny rock progresywny z wieloma odniesieniami do muzyki klasycznej i niekiedy jazzu. Punktami kulminacyjnymi albumu są dwie wielowątkowe suity Grand Canyon i Credo. W obydwu kompozycjach można zauważyć instrumentalną klasę tria, nieszablonowe rozwiązania harmoniczne, a także gęste oraz intensywne brzmienie. Refugee odniosło sukces i wydawało się, że stoi u progu wielkiej kariery. Wtedy dla Jacksona i Davisona powtórzyła się historia sprzed pięciu lat, gdyż P. Moraz otrzymał propozycję zastąpienia w Yes klawiszowca Ricka Wakemana. Szwajcarski muzyk przystał na ofertę grupy i dołączył do rockowej elity, co było przyczyną rozpadu Refugee w maju 1974 roku.

## Dyskografia

### Albumy
- 1974 Refugee (Charisma Records)
- 2007 Live in concert – Newcastle City Hall 1974 (Voiceprint)